# Anthony Ellmaker Roberts

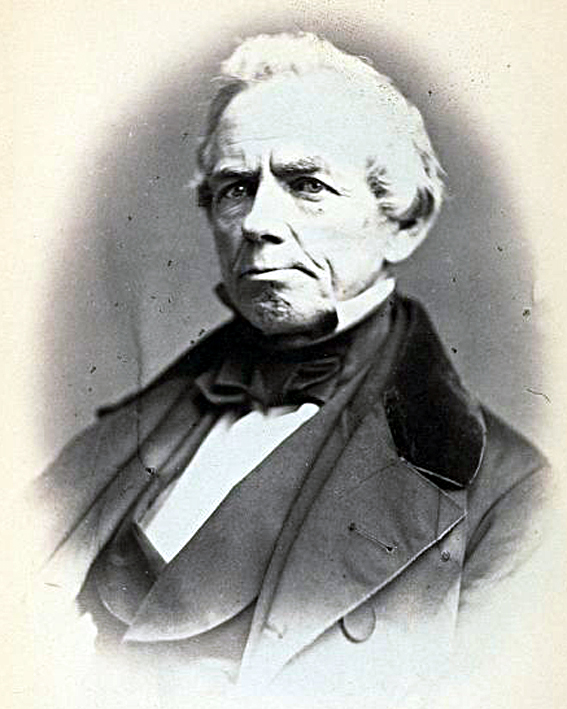
Anthony Ellmaker Roberts (1859)

Anthony Ellmaker Roberts (* 29. Oktober 1803 bei Barneston Station, Chester County, Pennsylvania; † 23. Januar 1885 in Lancaster, Pennsylvania) war ein US-amerikanischer Politiker. Zwischen 1855 und 1859 vertrat er den Bundesstaat Pennsylvania im US-Repräsentantenhaus.

## Werdegang
Athnony Roberts erhielt nur eine eingeschränkte schulische Ausbildung. Zwischen 1816 und 1839 arbeitete er in New Holland im Handel. 1839 zog er nach Lancaster. Von 1839 bis 1842 war er Sheriff im Lancaster County. 1842 kandidierte er noch erfolglos für den Kongress. Zwischen 1850 und 1853 war er US Marshal für den östlichen Teil des Staates Pennsylvania. In dieser Eigenschaft wurde er mit den Folgen des Kompromisses von 1850 konfrontiert, als es darum ging, entflohene Sklaven wieder an ihre vormaligen Besitzer zurückzugeben.
Bei den Kongresswahlen des Jahres 1854 wurde Roberts als Kandidat der Opposition Party im neunten Wahlbezirk von Pennsylvania in das US-Repräsentantenhaus in Washington, D.C. gewählt, wo er am 4. März 1855 die Nachfolge von Isaac Ellmaker Hiester antrat. Nach einer Wiederwahl konnte er bis zum 3. März 1859 zwei Legislaturperioden im Kongress absolvieren. Ab 1857 war er Mitglied der Republikanischen Partei, deren Aufbau in Pennsylvania er mitgestaltete. Im Jahr 1858 verzichtete er auf eine erneute Kandidatur.
Nach dem Ende seiner Zeit im US-Repräsentantenhaus kümmerte sich Anthony Roberts um seine Ländereien in Lancaster. Außerdem war er als Verwalter einiger anderer Liegenschaften tätig. Er starb am 23. Januar 1885 in Lancaster. Sein Enkel Robert Grey Bushong (1883–1951) wurde ebenfalls Kongressabgeordneter.